# Basket Case
Pour le film de Frank Henenlotter, voir Frère de sang.
Singles de Green Day
Welcome to Paradise
(1994) When I Come Around
(1995)
Basket Case (en français « cinglé » ou « cas désespéré ») est une chanson du groupe punk américain Green Day et le troisième single extrait de leur troisième album, Dookie, paru en 1994. La chanson a obtenu un grand succès et contribua grandement, avec les chansons Longview et When I Come Around, au succès de l'album.
Le titre fut passé en boucle à la radio et sur MTV. Le single fut #2 aux États-Unis, #5 au Royaume-Uni et #7 dans les charts français. Ce titre sera pour les fans de Green Day de l'époque Dookie comme le morceau le plus connu et le plus mythique.
Dans ce morceau, le chanteur Billie Joe parle de ses problèmes d'attaques de panique.
La progression harmonique du couplet est proche de celle du canon de Pachelbel.
La chanson est sélectionnée par l'équipe du Rock and Roll Hall of Fame pour faire partie de la liste des 660 « chansons qui ont façonné le rock 'n' roll ».

## Vidéoclip
- Le clip a réellement été tourné dans un hôpital psychiatrique, il avait été initialement tourné en noir et blanc, et Mike Dirnt a rajouté les couleurs pétantes après coup, pour donner un effet plus surréaliste.

## Reprises
- Basket Case a été repris par Avril Lavigne, par  la chanteuse japonaise Nana Kitade, ainsi que par les groupes américains Fall Out Boy et The Offspring en concert.

## Liste des chansons
Version originale
1. Basket Case – 3:01
2. On the Wagon – 2:48
3. Tired of Waiting for You – 2:30
4. 409 in Your Coffeemaker (unmixed)– 2:49

Autre version
1. Basket Case – 3:01
2. Longview (live) – 3:30
3. Burnout (live) – 2:11
4. 2,000 Light Years Away (live) – 2:49

Les chansons live ont été enregistrées le 11 mars 1994 à Jannus Landing, à St. Petersburg, en Floride.